# NGC 3419
NGC 3419 é uma galáxia espiral barrada (SB0-a) localizada na direcção da constelação de Leo. Possui uma declinação de +13° 56' 44" e uma ascensão recta de 10 horas, 51 minutos e 17,8 segundos.
A galáxia NGC 3419 foi descoberta em 1 de Abril de 1864 por Albert Marth.